# Пресьядо, Поль
Поль Б. Пресьядо (исп. Paul B. Preciado, урожд. Беатрис Пресьядо (исп. Beatriz Preciado), 11 сентября 1970, Бургос, Испания) — современный писатель, философ и куратор испанского происхождения, квир-теоретик и активист. Занимается теоретическими и прикладными вопросами идентичности, гендера, сексуальности и архитектуры. Изначально был известен как женщина-писательница и открытая лесбиянка, в 2014 году совершил трансгендерный переход и в январе 2015 года изменил имя на «Поль».

## Биография
Поль Пресьядо вырос в католической семье и учился в религиозной школе.
В 1990-е годы Пресьядо учился в Новой школе в Нью-Йорке, куда приехал как фулбрайтовский стипендиат по философии.
Профессорами Пресьядо были Жак Деррида и Агнеш Хеллер. В 2000 году Пресьядо переехал в Париж, а в 2002 организовал первую во Франции студию драг-кингов. Позже вернулся в США и в 2004 году получил степень доктора архитектуры в Принстонском университете, защитив диссертацию, посвящённую роли архитектуры в журнале «Плейбой». На основе этой диссертации Пресьядо позже пишет книгу «Порнотопия: архитектура и сексуальность в „Плейбое“ во время холодной войны» (Pornotopía. Arquitectura y sexualidad en «Playboy» durante la guerra fría).
С января 2013 года Пресьядо регулярно пишет для сайта французской газеты Libération статьи о гендере, сексуальности, любви и биополитике. В декабре 2013 года публично выступил против инициативы правительства Мариано Рахоя ограничить право на аборт в Испании.
В настоящее время Пресьядо — профессор политической истории тела, гендерной теории и истории перформанса в Университете Париж VIII и директор Программы независимых исследований (PEI) Музея современного искусства Барселоны.
С 2005 по 2014 гг. у Пресьядо был личный и творческий союз с французской писательницей Виржини Депант.

### Гендерная идентичность
По словам самого Пресьядо, он никогда не ощущал себя ни мужчиной, ни женщиной. До трансгендерного перехода Пресьядо выступал в образе драг-кинга и носил усы. На момент публикации в 2008 году книги Testo Junkie, в которой описывается опыт приёма тестостерона, Пресьядо определяет себя как лесбиянку и «мальчика-девочку», подчёркивая, что его гендерная идентичность не является ни женской, ни мужской. В августе 2014 года Пресьядо называет себя «неоперированным небинарным трансгендером», а позднее, в январе 2015 года, переходит к использованию имени «Поль Б. Пресьядо» и мужского рода.

## Творчество
В своём творчестве Пресьядо исследует новые технологии, связанные с телом (гормоны, пластическую хирургию и др.), их дисциплинарное использование в медицине (в частности, для «коррекции пола» у интерсекс-людей) и их способность подрывать гендерную систему благодаря созданию новых телесных кодов. Многие тексты Пресьядо написаны от первого лица и содержат автобиографические элементы.

### Контрасексуальный манифест
В работе «Контрасексуальный манифест» (Manifiesto contrasexual), опубликованной в 2000 году, Пресьядо предпринимает попытку определить контр-альтернативу гетеросексуальности через развитие новых форм сексуальности. Предлагаемое в «Манифесте» новое представление о сексуальности конструируется за счёт децентрации сексуальных коннотаций, традиционно ассоциируемых с пенисом и вагиной, и помещения в центр сексуального поведения ануса и дилдо (причём быть или стать дилдо может любая часть тела).
«Контрасексуальный манифест» представляет собой проект социальной системы, которая освобождается от гендерных норм и традиционного распределения ролей. Контрасексуальность — это критическая рефлексия гетероцентристского социального контракта, который делает гетеросексуальность нормой и отвергает любые отклонения от неё. Пресьядо говорит о «нормативных перформансах, которые навязываются телу под видом биологических истин». Как и Джудит Батлер, Пресьядо выступает против нормализации человеческих тел и жизней. По Пресьядо, «природа» мужчины и женщины определяется культурой и автоматически проецируется на индивида. Пресьядо стремится порвать с гетеросексуальным социальным порядком и заменить его контрасексуальным порядком, что возможно через процесс «систематической деконструкции натурализации сексуальных практик и социального порядка». Как и Батлер, Пресьядо использует понятие перформанса как ключевого элемента, обеспечивающего функционирование гетеросексуальной системы.
Контрасексуальность в «Манифесте» определяется как «теория тела, которая находится вне оппозиции маскулинности и феминности, мужчины и женщины, гетеросексуального и гомосексуального». Сексуальность определяется как технология, рассматриваются различные элементы системы пола и гендера, включённые в неё практики и сексуальные идентичности. Этой системе противопоставляется тезис о том, что сексуальность определяет индивида в данном обществе, а освобождение индивида возможно через построение альтернативного контрасексуального общества. Оно должно основываться на контрасексуальном контракте, который заключают между собой два или более людей. Этот контракт регулирует сексуальное поведение участников до мельчайших деталей. Он состоит из формулируемых в письменном виде принципов. Подписывающие контракт в первую очередь отказываются от всякой формы сексуальной идентичности постольку, поскольку они отвергают натуралистическое представление о феминности и маскулинности, а следовательно, соответствующие привилегии и обязанности. Далее более детально определяются межличностные отношения. Контракт не является эквивалентом ни брака, ни гражданского партнёрства. Заведение детей не включается в контракт и возможно только при согласии обоих партнёров. Сам контракт касается только сексуального контакта. Новым «универсальным центром контрасексуальности» становится анус: поскольку им обладает любой человек вне зависимости от пола и гендера, он не порождает гендерных категорий и становится метафорой отсутствия гендерных норм.

### Testo Junkie
Книга Testo Junkie («Подсевший на тестостерон») была впервые опубликована в Испании (под заголовком Testo yonqui) и во Франции в 2008 году, а в 2013 переведена на английский. В книге Пресьядо описывает и анализирует свой опыт приёма на протяжении нескольких месяцев тестостерона в форме геля, предназначенного для втирания в кожу. Пресьядо рассматривает этот опыт как политический и перформативный, как стратегию деконструкции гендера, вписанного внутрь тела системой контроля сексуальности и репродукции.
Книга посвящена другу Пресьядо, писателю и гею Гийому Дюстану, умершему от отравления лекарственными препаратами.
В книге Пресьядо описывает и анализирует изменения, вызываемые тестостероном, в свете истории любви со своей тогдашней партнёршей, писательницей Виржини Депант (в книге — «В. Д.»). В то же время Testo Junkie представляет собой политическую историю веществ, предназначенных для изменения тела: гормональных контрацептивов, виагры, препаратов допинга, флуоксетина, клинических тестостерона и эстрогена.
В книге используется понятие «фармакопорнографическая эра» для описания взаимопроникновения фармацевтической индустрии, порнографической индустрии и позднего капитализма, их влияния на репродуктивные циклы и вытекающего из этого социального контроля. Пресьядо анализирует политизацию тела и гендера и настаивает на праве использовать своё тело по своему усмотрению, вне контроля государства и его институтов: «Как тело, и это единственная важная вещь в бытии, тело-субъект, техноживущая система, я являюсь платформой, делающей возможной материализацию политического воображения <…> Я не хочу иметь женский гендер, приписанный мне при рождении. И я не хочу иметь мужской гендер, который может мне предоставить транссексуальная медицина и которым государство наградит меня, если я буду себя правильно вести. Я не хочу ничего из этого. Я копилефтерский биополитический агент, считающий половые гормоны свободным и открытым биокодом, использование которых не должно регулироваться государством, присвоенным фармацевтическими компаниями».

## Публикации
на английском:
- Preciado, Paul B. Testo Junkie: Sex, Drugs, and Biopolitics in the Pharmacopornographic Era[англ.]. — The Feminist Press at the City University of New York, 2013.[24]
- Preciado, Paul B. Pharmaco-Pornographic Regime: Sex, Gender and Subjectivity in the Age of Punk Capitalism // Stryker, Susan, and Aren Z. Aizura (eds.). — Routledge, 2013. OCLC 824120014
- Preciado, Paul B. Pornotopia: An Essay on Playboy’s Architecture and Biopolitics. — New York: Zone Books, 2014. OCLC 883391264[25]
- Preciado, Paul B. Countersexual Manifesto = Manifiesto contrasexual. — New York: Columbia University Press, 2018. OCLC 7932231984 — Вдохновлена диссертацией Мишеля Фуко[26].
- Preciado, Paul B. An Apartment on Uranus. — London, UK: Fitzcarraldo Editions. Los Angeles, CA: Semiotext(e), 2020

на русском:
- Пресьядо, Поль Б. Я монстр, что говорит с вами. Отчет для академии психоанализа / пер. с фр. К. Масс; под ред. В. Соловья. — М.: No Kidding Press, 2021.
- Пресьядо, Поль Б. Квартира на Уране. Хроники перехода / пер. с фр. Н. Протасени; под ред. И. Кушнаревой. — М.: No Kidding Press, 2021.

## Искусство и кураторство
- La International Cuir. Museo Nacional Centro de Arte Reina Sofía, Мадрид, Испания. (куратор)
- «PRO-CHOICE» at Fri Art. Фрайбург, Германия.[27] (выставка)
- «La Pasión Según Carol Rama» в Музее современного искусства Барселоны.[28]